# Ogólne czynniki transkrypcyjne
Ogólne czynniki transkrypcyjne – czynniki transkrypcyjne tworzące kompleks preinicjacyjny, który wiąże się z promotorem genu umożliwiając polimerazie RNA rozpoczęcie transkrypcji. Występują u eukariontów i archeowców. 
Ogólne czynniki transkrypcyjne wchodzące w skład kompleksu preinicjacyjnego wiążącego eukariotyczną polimerazę RNA II to:
- TFIIA, który wiąże się z TBP i stabilizuje jego wiązanie z DNA;
- TFIIB, który wiąże się z TBP i stabilizuje jego wiązanie z DNA, niezbędny do przyłączenia się polimerazy RNA II do kompleksu preinicjacyjnego;
- TFIID (kompleks zawierający białko TBP (ang. TATA-box binding protein)i białka TAF (ang. TBP-associated factors), wiąże się z DNA, od niego rozpoczyna się składanie kompleksu preinicjacyjnego;
- TFIIE, który wpływa na aktywność helikazy i kinazy TFIIH, jest niezbędny do przejścia transkrypcji w fazę elongacji.
- TFIIF, który wiąże się z polimerazą RNA II i odgrywa rolę w jej przyłączeniu się do kompleksu preinicjacyjnego, oraz wspomaga elongację transkrypcji;
- TFIIH, ma aktywność helikazy, jest niezbędny do rozsunięcia nici DNA na obszarze promotora i do rozpoczęcia elongacji. Związana z nim kinaza (TFIIK) może fosforylować domenę na C-końcu największej podjednostki polimerazy RNA II.

U Archea występują trzy ogólne czynniki transkrypcyjne. Są to TBP (białko wiążące sekwencję TATA, homologiczne do eukariotycznego TBP), TFB (homologiczny do eukariotycznego TFIIB) i TFE (homologiczny do eukariotycznego TFIIEα).